# Moros y Cristianos de Cocentaina
Las fiestas de Moros y Cristianos de Cocentaina (en valenciano Moros i Cristians de Cocentaina) son una fiesta que tiene lugar en la villa valenciana de Cocentaina. Se celebran en agosto en honor al patrón, San Hipólito de Roma, y durante su trascurso dos bandos (moro y cristiano) representan el saqueo islámico y posterior reconquista cristiana de la ciudad que tuvo lugar en agosto de 1304.
Los días principales, la “Trilogía festera” se desarrollaban tradicionalmente los días 12, 13 y 14 de agosto, pero desde los años 60 se celebran el segundo fin de semana de agosto, manteniéndose la estructura de la fiesta en tres días típica del valle del Serpis: El primer día dedicado a los actos militares, el segundo a los actos religiosos y el tercero a la representación de la batalla. Participan alrededor de mil festeros, aunque, sumando músicos y boatos (espectáculos itinerantes que ofrecen las filaes de cargo, en el acto de la Entrada participan entre 4.000 y 5.000 personas en un desfile que se alarga durante seis horas.

## Historia

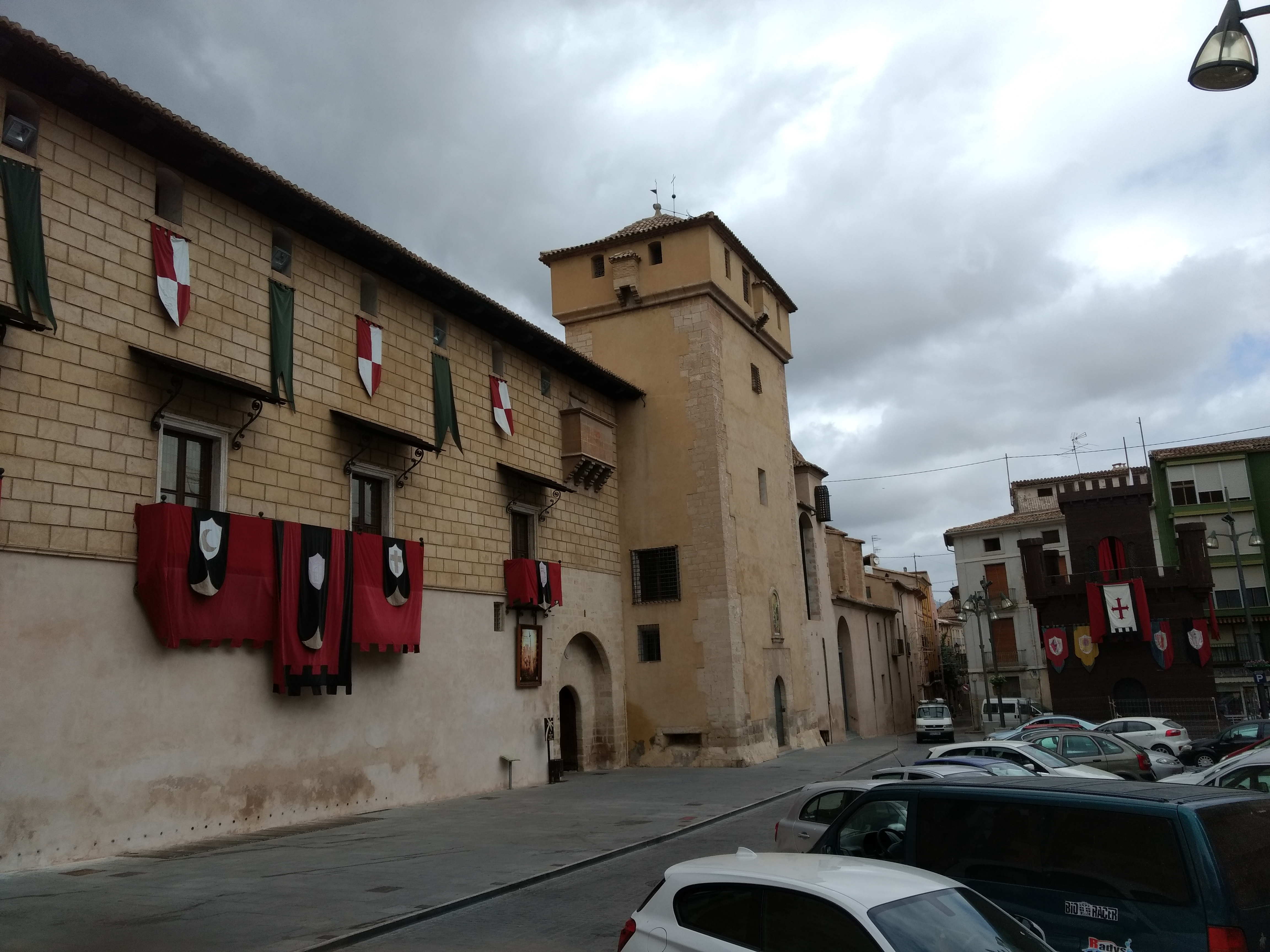
Palacio de los Condes de Cocentaina y Plaza del Pla decorados para las Fiestas

San Hipólito fue elegido patrón de la villa ante una epidemia de peste el 7 de mayo de 1600. Aunque hay registros de un alarde de arcabucería en honor a la Virgen del Milagro de 1695, habrá que esperar hasta 1734 para ver encontrar la primera referencia a una Compañía de Turcos. En 1766 se elegían anualmente Capitanes y Alféreces y se celebraban los actos de la Publicació y la Presentación de Armas. Con la prohibición del uso de pólvora en los núcleos urbanos decretada por Carlos III en 1771 se debieron potenciar los actos militares, que se consolidaron en el siglo XIX, apareciendo las Dianas y Retretas y aumentando en importancia el acto de la Entrada. En 1853 aparece el primer reglamento festero de Cocentaina y, en 1897, “El Heraldo de Alcoy” dice que existen once filaes: Tomasines Velles, Aragoneses Tomasines Noves, Contrabandistes, Maseros (Cristianas), Manta Roja, Manta Blanca, Marrocs, Llana (Moras) y una caballería por cada bando. El número de filaes había subido a trece en 1913 y catorce en 1916. Con los turbulentos años 20 y 30 desaparecieron muchas comparsas y hubo que esperar a los años 40 para que la Fiesta saliera del peligro de su desaparición.
La segunda mitad del siglo XX fue de desarrollo, tanto en la música como en el estilo de desfile y de consolidación de las filaes. El último episodio notable de la historia de las Fiestas de Cocentaina es la incorporación de la mujer, que se desarrolló en un proceso paulatino entre 1971 y 2005, además de la suspensión de los festejos en 2020 con motivo de la pandemia de COVID-19.

## Filaesactuales
Las filaes son las asociaciones festeras inscritas en uno u otro bando que toman parte en los actos que componen las fiestas de Moros y Cristianos. Cada filà tiene un traje oficial con el que sus miembros participan en los desfiles y va acompañada de una banda de música. La excepción son las filaes que cada año desempeñan uno de los cuatro cargos festeros principales. Estas filaes pueden participar en el acto de la Entrada, además de con su escuadra oficial, con una escuadra especial para la que se confecciona un traje de estreno y participa con su propia banda y, además, pueden presentar tantos ballets y elementos de boato como deseen.

### Cristianas
- Maseros

Seguramente la filà más antigua del bando cristiano ya que, según la tradición oral, fue fundada a finales del siglo XVIII. Sí que hay constancia de su existencia ya en 1853. Su atuendo recuerda al traje popular de los labradores valencianos del siglo XVIII y tiene alrededor de 100 miembros. Toma parte, junto con la filà Contrabandistes de l’Ambaixada del Contrabando que se celebra a mediodía del Día de la Entrada. Le acompaña la Unió Musical l’Aranya de Albaida (con 70 músicos en plantilla), siendo representativos de la filà las marchas maseras.
- Contrabando

Fundada a mediados del siglo XIX, existía ya en 1853. Su traje oficial hace referencia al de los míticos bandoleros, veteranos de la Guerra de Independencia, que habitaban en Sierra Morena. La componen unos 50 miembros y sus formadors tienen una forma peculiar de dirigir los desfiles con grandes navajas que hacen rodar alrededor de su cuerpo. Su banda oficial es la Societat Instrumental Primitiva de Palomar y participan con pasodoble en todos los actos. 
- Cavalleria Ministerial

Apareció por primera vez en 1869. Es una filà de caballería y, por ello, hasta 1966 no pudo ostentar cargos festeros ni participar en los alardos, motivo por el que, junto a la Filà Bequeteros, protagoniza l’Ambaixada de les Tomaques al mediodía del Dia dels Trons. Su traje es similar al uniforme de los ejércitos napoleónicos Tiene 70 miembros y, en Fiestas, la acompaña la Unión Musical “Santa Bárbara” de Bolbaite, que interpreta marchas militares en casi todos los desfiles, especialmente su himno Cavalleria Ministerial compuesto por Enrique Torró en 1965. 
- Creuats

Fundada en 1952 y compuesta por 55 miembros. Es la más antigua de las filaes historicistas (con atuendos medievales), representa a los guerreros de las Cruzadas y su banda oficial es la Societat Musical “La Lira” de Quatretonda.
- Almogàvers

Escisión de la Filà Creuats fundada en 1954, está formada por unos 50 miembros. Representa a los antiguos almogávaresy van acompañados por la Unió Musical d’Atzeneta d’Albaida.
- Gentils

Fue fundada en 1963, aunque es heredera de la desaparecida Filà de Sant Hipòlit. Su traje oficial tiene aire romano y sus 30 miembros van acompañados por la Societat Musical “el Deliri” de Gorga. Su pieza representativa es la marcha cristiana Gentileza 72 escrita por José Pérez Vilaplana en 1972. 
- Cavallers de Llúria

La filà más joven de Cocentaina, fue fundada en 2012. Su nombre se debe al primer señor feudal de Cocentaina, Roger de Lauria (Llúria en catalán) y su banda oficial es la Banda Instructiva Musical d’Alfarrasí, aunque en muchos actos va acompañada por la Colla de Dolçaines i Tabals “Mal Passet” de Cocentaina. Está formada por más de 100 miembros y su pieza más representativa es la marcha cristiana Cavallers de Llúria, estrenada en su primera Entrada en 2012. 
- Contestanos

Filà fundada en 1969. Desapareció en 2002 y fue refundada para las fiestas de 2016. Su traje fue diseñado por el escultor contestano Vicent de Paul Agulló. Su banda oficial es la Societat Musical i Cultural de Penàguila. La forman alrededor de 60 miembros y sus marchas representativas son Avant Contestanos! (compuesta en 2016 por David Javaloyes i Palací) y Contestanos (compuesta en 2019 por Francisco Valor Llorens).

### Moras
- Manta Roja

Existía ya en 1808, siendo la más antigua del bando moro. Su traje oficial es de estilo otomano. Históricamente han formado parte de esta filà las élites económicas y políticas de la ciudad y ha tenido nombres como Cordó, Manta Encarnada o Moro Musa. Sus 60 miembros participan en los desfiles con la Societat Musical Beniatjarense  y sus piezas más significativas son el pasodoble-marcha Himne de la Manta Roja y la marcha mora El President, compuesta por Miguel Picó Biosca en 1971.
- Llana

Fundada en 1869 a imagen y semejanza de la filà homónima de Alcoy. La forman unos 80 miembros y su banda oficial es Unió Musical de Llutxent, siendo su himno oficioso la marcha mora El Mahdí, compuesta por José Pérez Vilaplana en 1976. 
- Kabileños

Fundada en 1916, seguramente como escisión de la desaparecida filà de Carpassos. Su traje oficial está inspirado en vestidos populares del norte de África. Sus 45 miembros van acompañados de la Societat Musical “La Nova” de Palomar y su himno es el pasodoble Som i no som d’eixos, compuesto por Gustavo Pascual Falcó en los años 40.
- Berebers "Borts"

Fundada en 1939 como escisión de la Filà Kabileños. La componen unos 45 miembros y, desde su fundación, la acompaña la Unión Musical Contestana, siendo una de las filaes con mayor patrimonio musical de cuantas existen, contando con marchas moras como Buscant un Bort (Gustavo Pascual, 1942), Als Berebers (José Pérez, 1972) o Ropería Ximo (Francisco Valor, 2006) y pasodobles como El Berebere (Gustavo Pascual, 1942), Borts 1939 (Francisco Valor, 2011) o su himno, el Himne dels Borts, de Gustavo Pascual. Mención aparte merecen las dos obras que sólo puede interpretar su banda oficial, la marcha mora A Mons Pares (José Perez, 1959) y el pasodoble Bohemios del 29 (José Perez, 1955). En el año 2005 desfiló por las calles de Tánger invitada por un grupo cultural local, siendo la única comparsa de moros y cristianos del mundo que ha desfilado en un país musulmán.
- Bequeteros

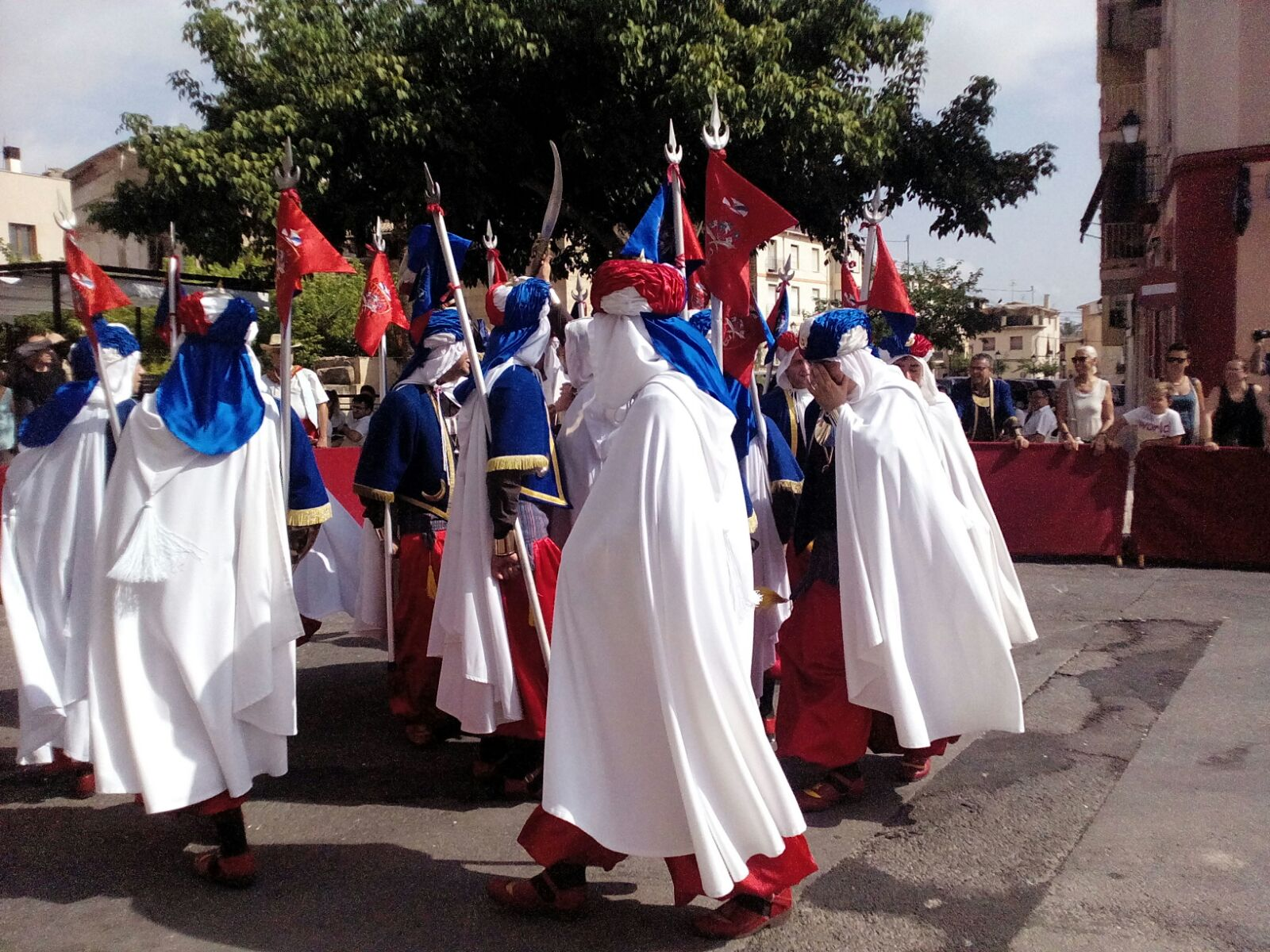
Filà Bequeteros en la Diana del 2015

Fue fundada en 1941, pero es heredera de la Caballería Mora fundada en 1869 y que luego pasaría a llamarse Caballería Realista. Es una filà de caballería por lo que, al igual que la filà Cavalleria Ministerial, hasta 1966 no pudo ostentar cargos festeros ni participar en los alardos, motivo por el que, junto a su homóloga cristiana, protagoniza l’Ambaixada de les Tomaques al mediodía del Dia dels Trons. Es la filà más numerosa con alrededor de 110 miembros y la acompaña desde 2019 la Banda Primitiva de Alcoy. Su pieza más representativa y la que determina su peculiar forma de desfilar es, sin duda, el pasodoble El Bequetero, compuesto en 1942 por Gustavo Pascual Falcó y, desde 2019, desfilan en la Entrada a los sones de la marcha mora L’Entrà dels Moros de Camilo Pérez Monllor (1914).
- Guàrdia Jalifiana "Sahorins"

Fundada en 1941 y la forman 30 miembros. Su banda oficial es la Banda “Mestre Orts” de Gaianes y su pieza más representativa es la marcha mora Guardia Jalifiana (José Pérez Vilaplana, 1952). 
- Mudéjares

Fue fundada en 1942 por exmiembros de la desaparecida Filà Manta Blanca. Tanto su traje oficial como su nombre recuerdan a la homónima filà alcoyana y está compuesta por 30 miembros. Les acompaña la Societat Instructiva Musical de Benigànim.
- Muladís

Fundada a 2008, heredera de la Filà Berberís “Borts” fundada en 1994 por una escisión de la Filà Berebers “Borts”. Está formada por alrededor de 80 miembros y su banda oficial es la Unió Musical de l’Orxa.

## Filaesdesaparecidas
Algunas de las filaes que ya no participan en la Festa son:
- Caballeros de la Edad Media (existía en 1887)
- Navarros (siglo XIX – 1921, 1941)
- Tomasines (siglo XIX – 1924, 1940-1945, 1956-1958)
- Aragonesos (siglo XIX-1924)
- Estudiants (1924-1929)
- De Corella (1928)
- Contestanos (1928-1929)
- Mariners (siglo XIX, 1933-1955)
- Cid Campeador (1933)
- Visigodos (1934, 1946)
- Vascos (1940, 1943)
- Edetanos (1996-1999)

- Manta Blanca (siglo XIX – 1940)
- Judíos (siglo XIX – 1913)
- Moros Elegants (siglo XIX – 1929)
- Mahometanos (siglo XIX – 1913)
- Chanos (siglo XIX – 1913)
- Realistes (1869 – 1933)
- Turcos (Desaparecida en 1913)
- Carpassos (1904? – 1924)
- Moros Verds (1917 – 1933)
- Boabdil (1928-1929)

## Cargos festeros
En Cocentaina, hay cuatro cargos festeros principales y oficiales, dos por cada bando, que son:

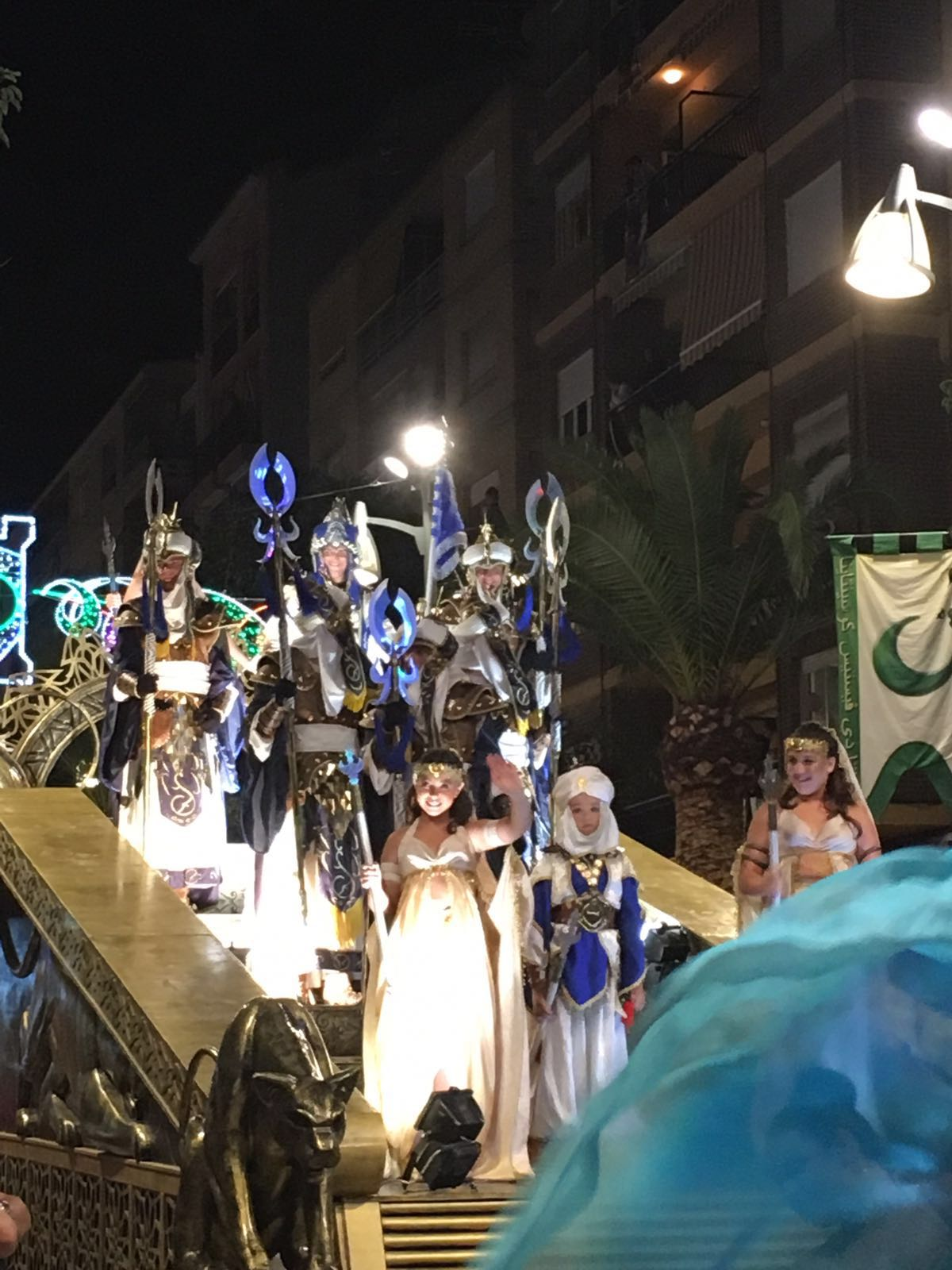
Carroza del Abanderado Moro de la Filà Bequeteros del 2016, acompañado de su Favorita, sus Rodelas y sus Emires.

- Capitán: Encabeza cada uno de los bandos, cada año lo desempeña el miembro de una filà, en un orden rotativo de ocho años. La filà que desempeña la capitanía desfila la primera de su bando y la persona del capitán ocupa un lugar preeminente en el cortejo del desfile.
- Abanderado: Antiguamente denominado alférez, es el segundo cargo en importancia en cada bando, aunque a día de hoy solo guarda diferencias simbólicas con el capitán. Siempre va acompañado del Embajador y de la Bandera Mora o Cristiana (Banderas del año 1900) y también es desempeñado cada año por el miembro de una filà, cuatro años después de desempeñar la capitanía. La filà que desempeña el cargo de abanderado desfila la quinta de su bando, con la excepción del desfile de la Entrada, en el que el Abanderado Moro pasa a ocupar el último lugar.

Además de estos cargos, existen otros ligados a ellos:
- Favoritas: Acompañan al capitán o al abanderado y suelen ser hijas, hermanas o parejas del cargo. Es un cargo optativo y, desde que aparece la posibilidad de que las mujeres desempeñen la capitanía o la bandera, pueden llevar “favoritos”. En muchos casos, la favorita ocupa en el cortejo de la Entrada la misma importancia que su capitán o su abanderado.
- Rodelas: Suelen ser niños o niñas que acompañan al capitán o al abanderado, también es un cargo optativo y existía ya en el siglo XIX.
- Caballeros/Emires/Damas: Son una especie de “Corte” formada por personas cercadas al capitán, al abanderado o a las favoritas.

Todos los cargos anteriormente mencionados tienen en común que solo aparecen en cada filà en los años de cargo y que llevan unos trajes diferentes a los de su filà, preferiblemente estrenados en el acto de la Entrada. Pero también hay ciertos “cargos” oficiosos y de segundo nivel, que participan anualmente en las filaes. Estos son:
- Publicadors: Son los representantes de la filà en el acto de la Publicació (último sábado de junio), en el que participan con el traje oficial. Normalmente son dos, un adulto y un niño, pero las filaes que ostentan la capitanía aportan cuatro publicadors ya que son los encargados de enviar a los formadors, ya que la figura del sargento (que desempeñaba ese papel antiguamente) desapareció en los años 70.

- Formadors: En otras poblaciones se conoce a esta figura como “Cabo de escuadra” y su función es dirigir a la escuadra en los actos de las dianas y la Entrada. Lleva el uniforme oficial de la filà.

- Esquadrers: Uno de los 10 o 12 festeros que forman las escuadras (ya sean oficiales o especiales) que participan en las dianas y la Entrada. Llevan el traje oficial y desfilan hombro con hombro delante de la banda de música. Un caso especial son los componentes de las escuadras especiales que las filaes forman solamente en los años de cargo o, como excepción, en los años de aniversario. Estos esquadrers estrenan diseño en el desfile de la Entrada, acompañados por su propia banda de música y un formador a caballo.

Mención aparte merece el cargo de Embajador, también uno por cada bando, encargado de recitar las Embajadas. Acompañan durante las Fiestas al abanderado de su bando y el cargo es ocupado durante varios años por actores que llevan un atuendo confeccionado por la Junta de Festes.

## Actos festeros

### Viernes:Dia de l'Olla
Es la víspera de las Fiestas y los festeros todavía no llevan los trajes oficiales de las filaes, sino un pantalón vaquero largo y la camisa o polo distintiva de su filà.
- 19:00 Pasacalle

Las filaes recorren el Passeig del Comtat precedidas por su estandarte y su banda oficial. El desfile finaliza en la plaza del Pla, donde las cuatro bandas de las filaes de cargo y las tres agrupaciones musicales locales, interpretan el himno Visca la Festa que es coreado por los miles de asistentes. El Himno fue compuesto en 1980 por José Insa y su letra es del poeta Gerard Mur. Este acto se celebró por primera vez en 1985, siendo el más joven de cuantos se celebran en Cocentaina. Tras cantar el himno, las filaes se dirigen a sus sedes sociales para cenar la popular Olleta contestana.

VISCA LA FESTA (letra original en valenciano)

Corre amb goig la gent amb alegria de festes,

obert el cor al sentiment de passades gestes.

La festa contestana, record del Conqueridor,

del Montcabrer a l'Aitana: Visca la Germanor!

Honor i esplendor! Brille la llum ardenta!

Visca la Germanor que la festa sustenta! (Bis)

Honor i esplendor, visca la germanor!''
Gerard Mur

VISCA LA FESTA (castellano)

Corre gozosa la gente con alegría de fiestas,

abierto el corazón al sentimiento de gestas pasadas.

La fiesta contestana, recuerdo del Conqueridor,

del Montcabrer a la Aitana: ¡Viva la hermandad!

¡Honor y esplendor! ¡Brille la luz ardiente!

¡Viva la hermandad que la fiesta sustenta! (Bis)

Honor y esplendor, ¡Viva la hermandad!
Gerard Mur

- 22:40 Voltetes

Es un desfile general de todas las filaes que recorren de nuevo el Passeig del Comtat al son de pasodobles, a modo de ensayo general de las fiestas que comienzan a la mañana siguiente. El desfile se alarga hasta las dos de la madrugada y el público se concentra en los numerosos bares cuyas terrazas ocupan las aceras de la arteria principal contestana. De este acto hay referencias ya a finales del siglo XIX.

### Sábado:Dia de l'Entrà
- 06:30 Primera Diana

El acto más emotivo para los contestanos da comienzo con las primeras luces del alba con el rezo del Ángelus y la izada de banderas. En la Diana participa una escuadra de cada filà con su banda oficial que interpreta pasodobles dianeros (lentos y elegantes) excepto en el caso de las filaes Contrabandistes, Cavalleria Ministerial y Bequeteros, para las que se interpretan piezas distintas adaptadas a su peculiar forma de desfilar. La primera filà en desfilar es la del capitán cristiano y la última es la Filà Bequeteros. En cuanto al recorrido, comienza en la Plaça de la Vila, donde todas las escuadras giran al balcón del Ayuntamiento. Recorre las calles principales del Casco Antiguo y del barrio del Raval y, en su último tramo, recorre el Passeig del Comtat hasta la estatua de San Hipólito de la Plaza Alcalde Carbonell, acabando alrededor de las 10.30 de la mañana. Este acto existía ya en 1853.
- 12:15 Embajada del Contrabando

Protagonizada por las filaes Contrabandistas y Maseros se escenifica, en clave de humor, en los lugares más representativos del casco antiguo contestano: El Palacio, la Iglesia y la Calle Mayor. Este acto está documentado ya en 1864.

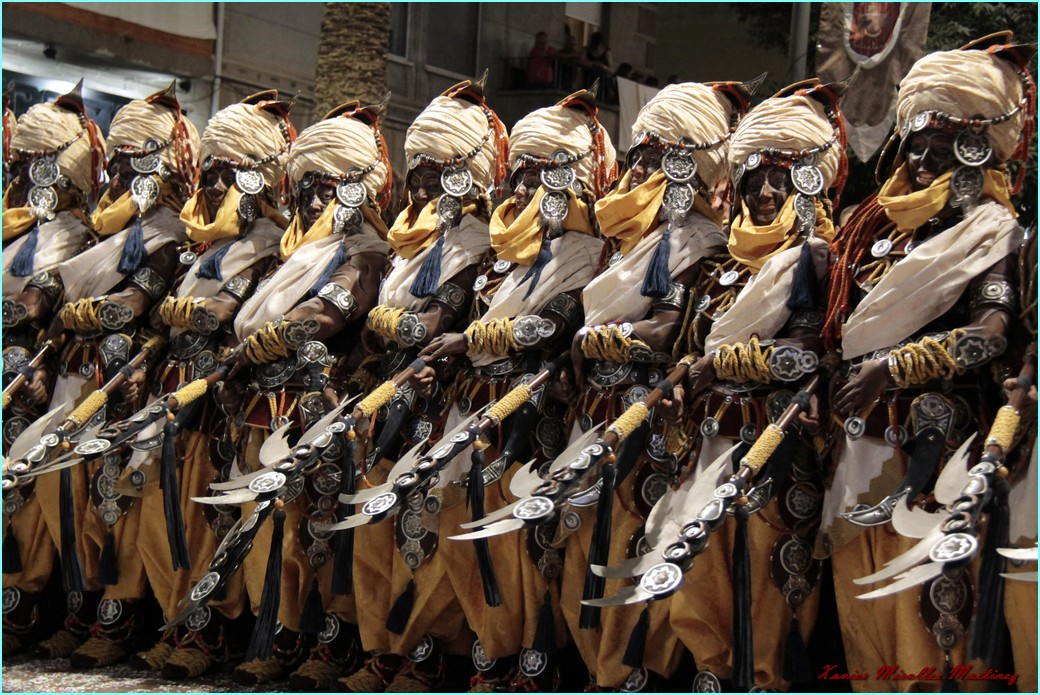
Escuadra Especial de la Filà Llana en la Entrada del 2017.

- 19:00 Entrada de Moros y Cristianos

El acto más participativo de las fiestas, tomando parte en él alrededor de 25 agrupaciones musicales, animales, ballets, carrozas y unos 4.500 participantes. Comienza a las puertas del Convento Franciscano, en la calle Pare Agulló y, tras recorrer el Passeig del Comtat, acaba tras girar todas las escuadras a la Tribuna Oficial que se sitúa a las puertas del Palacio Condal en la plaza del Pla. Las filaes que no tienen cargo participan con su estandarte, una guardia de “malditos” con el uniforme oficial, una o dos escuadras oficiales (12 festeros más el formador), la banda oficial y una carroza. Las cuatro filaes de cargo, en cambio, ofrecen un boato del que destacan las escuadras especiales, los ballets y los trajes de los cargos, estrenados en este acto. Las bandas interpretan pasodobles (en los Contrabandistas y la Cavalleria Ministerial), marchas cristianas (en el resto de filaes cristianas) y marchas moras (en las filaes moras). El espectacular acto, que ya se celebraba en 1853, acaba alrededor de la 1 de la madrugada.

### Domingo:Dia de Sant Hipòlit
- 07:30 Segunda Diana

En esta Diana, los niños son protagonistas. Sigue el itinerario de la del día anterior y acaba también sobre las 11.00.
- 12:00 Ofrenda de Flores

Transcurre por las Calles Mayor y hasta la Iglesia Arciprestal de Santa María. Los últimos en desfilar son los cargos festeros, que reciben un baño de masas arropados por los festeros y el pueblo por las estrecheces del medieval barrio de la Vila. Se interpretan pasodobles festeros.
- 13:00 Misa Mayor

Se celebra en el interior de la Iglesia Arciprestal de Santa María, cuyo altar mayor es ocupado por las flores ofrecidas por los contestanos, por la efigie de San Hipólito, entronizado en sus andas procesionales, y por su reliquia y su reliquiario de oro realizado en el año 2000.
- 14:00 Presentación de Armas

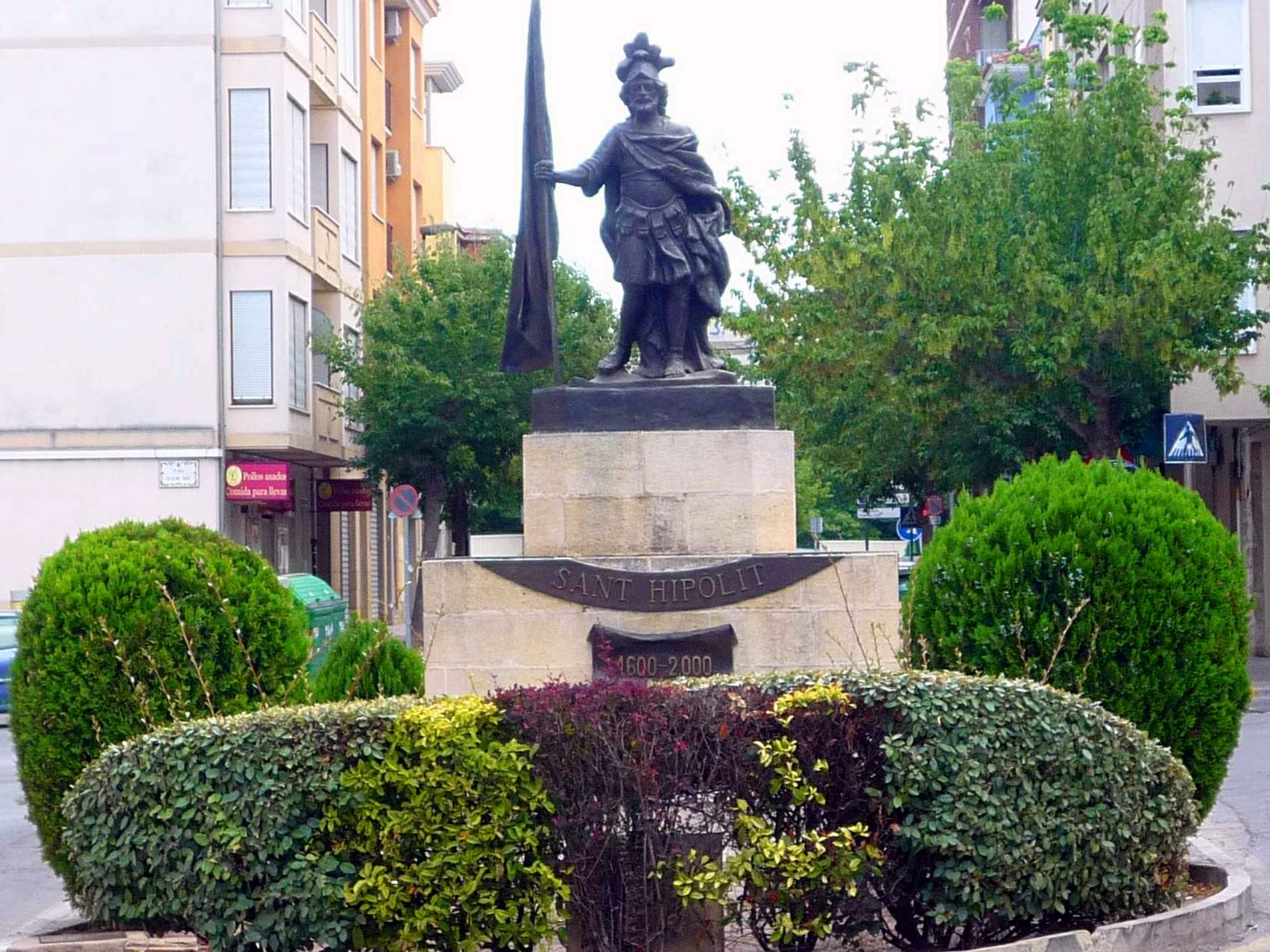
Monumento a san Hipólito en la Plaza Alcalde Reig, donde acaba el acto de la Diana.

Los cargos festeros se colocan en una tribuna que se monta expresamente a tal efecto a las puertas del Ayuntamiento y los festeros de todas las filaes, en fila de uno, pasan por delante para ofrecerles sus respetos y darles la enhorabuena. Se interpretan pasodobles festeros.
- 20:30 Solemne Procesión General

Las filaes desfilan a marcha de procesión precediendo a las cuatro filaes de cargo y estas, a su vez, preceden a las autoridades civiles, religiosas y militares que desfilan delante del trono de San Hipólito (portado por festeros de las filaes capitanas) y el reliquiario (portado por festeros de las filaes de bandera). El recogimiento y la solemnidad del acto se rompen cuando, a la llegada del patrón a la Plaza de la Iglesia, se disparan salvas de arcabucería y las campanas tocan a gloria. Posteriormente, en el interior de la Iglesia Arciprestal, se da a besar la Reliquia del Santo y se canta el Himno.
- 24:00 Retreta

Acto desenfadado en el que los disfraces y las charangas son protagonistas. No es de obligatoria asistencia para las filaes, pero algunas, como los Creuats o los Kabileños, acostumbran a preparar números humorísticos. Este acto se celebraba el Día de la Entrada hasta 1947, cuando se cambió a su ubicación actual en el programa festero.

### Lunes:Dia dels Trons
- 07:00 Guerrillas

Los festeros se colocan en la calle San Vicente, la más alta del núcleo urbano, que, orientada al este, ofrece vistas de las sierras de Almudaina, Serrella y Aitana. El horario es orientativo, pues marca la tradición que el primer disparo se efectuará al salir el primer rayo de sol sobre las cumbres. Los festeros desfilan por las estrechas calles del barrio de la Trinitat, acabando en la plaza del Pla.
- 11:00 Estafeta y Embajada Mora y Alardo de Arcabucería

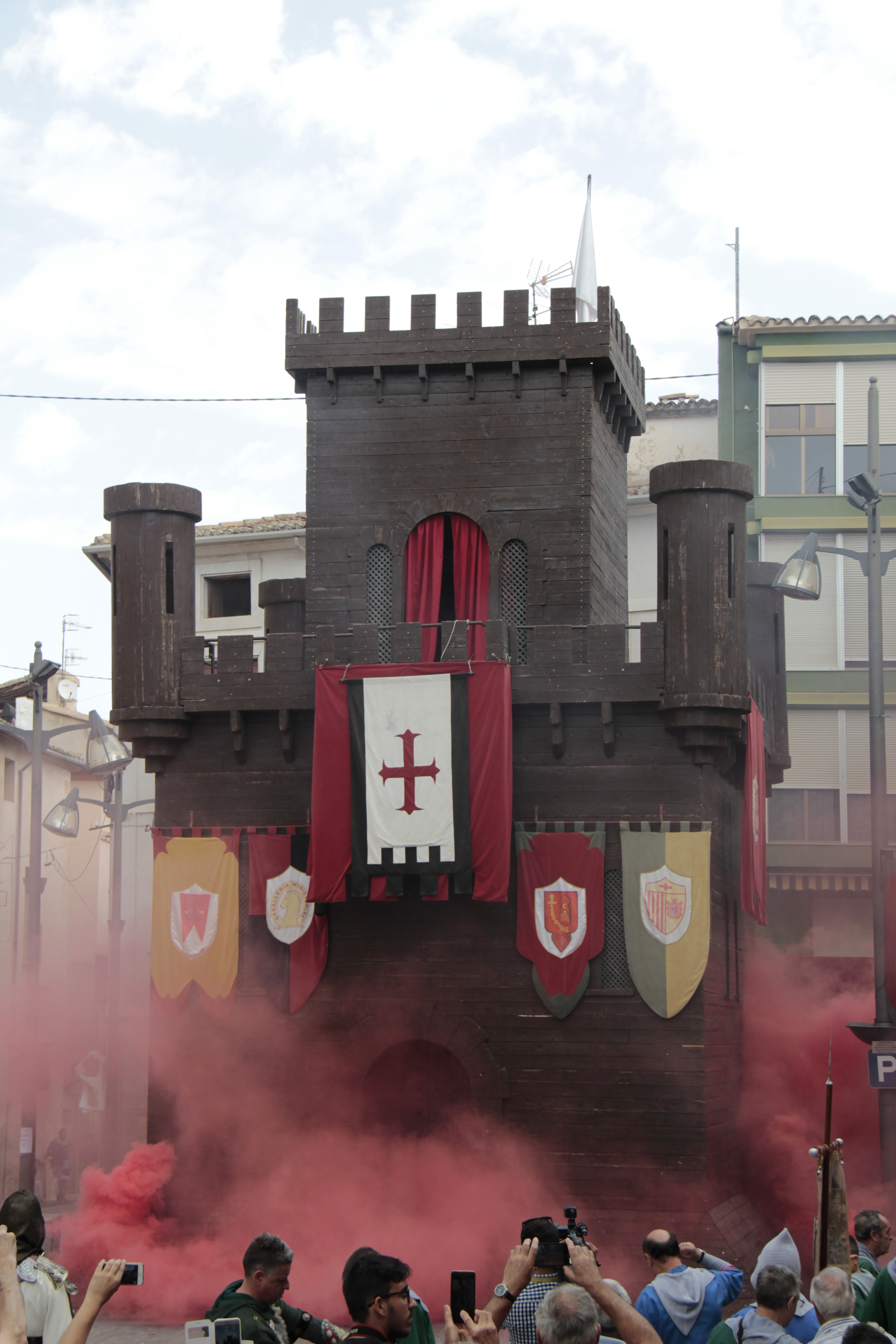
Simulacro de quema del castillo en 2017.

En la Estafeta, un jinete enviado por los cargos moros exige a los cargos cristianos, encaramados en lo alto del castillo construido a tal efecto en la plaza del Pla, la rendición de la plaza. Ante la negativa de estos, vuelve a todo galope para informar a sus superiores. Se representa entonces la Embajada Mora, una recreación teatral de la batalla dialéctica entre los embajadores cristiano y moro sobre la posesión de la Villa. Al no llegar a ningún acuerdo, se procede al incendio de la villa y da comienzo la batalla de arcabucería que, recorriendo el Passeig del Comtat y la plaza del Pla, se salda con la victoria mora y su conquista de la villa. La enseña verde con la luna es izada en el castillo de embajadas.
- 14:00 Embajada de los Tomates

Embajada humorística protagonizada por las filaes Cavallería Ministerial y Bequeteros que, al ser de caballería, no podían disparar en los alardos, resolviendo ellos sus conflictos a tomatazos. Este acto se realiza actualmente en un descampado junto al CEIP San Juan Bosco II, aunque en el pasado se desarrolló en otros lugares como la plaza Venerable Escuder o el Pla de la Font.
- 18:30 Estafeta y Embajada Cristiana y Alardo de Arcabucería

La dinámica es la misma de la mañana, pero el resultado es el opuesto, pues en esta ocasión son los cristianos quienes se hacen con la posesión del castillo, izándose la enseña blanca con la cruz roja alrededor de las ocho y media de la tarde.
- 20:30 Misa de Acción de Gracias

En el barroco Monasterio-Santuario de la Virgen del Milagro y ante la mirada de la patrona, se dan gracias por el correcto desarrollo de las Fiestas y se procede al relevo de cargos para el año siguiente, haciéndose entrega de las banderas mora y cristiana a los abanderados entrantes.
- 21:00 Pasacalle de vuelta de San Hipólito "del Raval"

Las filaes acompañan a la efigie del San Hipólito “del Raval” desde el Monasterio de la Patrona hasta la Iglesia del Salvador, en el barrio del Raval, dando fin a las Fiestas.

## Otros actos
A lo largo del año, especialmente en los meses de verano, se suceden diversos actos relacionados con los Moros y Cristianos.
- Las Fueras

Semanas después de los Moros y Cristianos, habitualmente en septiembre, las filaes suelen organizar una comida o incluso una escapada de un día a alguna masía o algún lugar de costa donde sus festeros acuden con los gastos pagados comprometiéndose a participar en las fiestas del año siguiente.
- Fira de Tots Sants

Las filaes también participan en otra de las grandes celebraciones contestanas como es su Fira. Desde los años 90, éstas recuperaron el perdido esmorzar de Fira (almuerzo de la Feria) consistente en embutidos, vino, sardinas y huevos fritos en la mañana del día 1 de noviembre. Además, muchas filaes, aprovechando la venta de lotería, suelen colocar stands informativos en sus sedes sociales.
- Olleta de la Puríssima

Celebrada al menos desde principios del siglo XIX, los festeros se concentran en sus sedes con sus bandas de música para degustar la tradicional Olleta contestana la noche del 7 de diciembre.
- Conmemoración del patronazgo de san Hipólito

Durante el mes de mayo se celebran actos institucionales y culturales organizados por la Junta de Festes. El día 7 de mayo se celebra una misa mayor en conmemoración de la elección de san Hipólito como patrón ocurrida en el año 1600, tras el servicio religioso se disparan salvas de arcabucería. Además, el tercer fin de semana de mayo se celebra el Concurso de Paellas en el Pla de la Font, donde las filaes participan unidas en una jornada gastronómica que abre las puertas a los primeros actos previos a las Fiestas que comienzan un mes después.
- Publicació

Es el acto que da inicio a la cuenta atrás para las Fiestas. Existía ya en 1765 y se celebraba el jueves de la Ascensión hasta que en el 1976 se cambió al domingo siguiente y, desde 1985, se celebra la tarde el último sábado del mes de junio. La Publicació consiste en un desfile anunciador de las Fiestas, en el que participan dos escuadras mayores y dos infantiles, dos por cada bando, formadas por un festero de cada filà con su traje oficial. Los formadors pertenecen a la filà capitana. El desfile recorre el itinerario de la Diana y, por la noche, se celebra la primera noche de Voltetes, en la que participan todas las filaes.
- Presentación de cargos festeros

El primer sábado del mes de julio tiene lugar en el patio del Palacio Condal una cena de gala durante la cual los principales cargos festeros son dados a conocer y ofrecen un discurso a los festeros. También se presenta ese día el cartel anunciador de las Fiestas.
- Voltetes

Son desfiles en los que los festeros, vestidos con la camisa o polo distintiva de su filà, “ensayan” su participación en las Fiestas. Tienen lugar, los sábados del mes de julio (excepto el día de la Presentación de Cargos), el martes y el miércoles de la Setmana Festera, la noche de la Publicació, el Dia dels Comptes y la noche del Dia de l’Olla. Excepto las tres últimas jornadas, que son actos obligatorios, las filaes suelen participar en una o dos jornadas más
- Setmana Cultural

Se trata de la semana que precede los días grandes de las Fiestas. Da comienzo el primer sábado de agosto, el Dia dels Comptes. Ese día los festeros pagan lo que les resta de la cuota anual y por la noche desfilan todas en las Voltetes (todas salvo la Llana, que tradicionalmente ha desfilado el domingo). Durante la Setmana Cultural se llevan a cabo tres conciertos de música festera en el Patio del Palacio Condal: El domingo por parte de la Colla de Dolçaines i Tabals “Mal Passet” de Cocentaina, el lunes por el Ateneu Musical Contestà i el jueves por la Unió Musical Contestana. El martes por la tarde se celebran actos infantiles y el jueves se imponen las medallas a los nuevos cargos y se traslada procesionalmente la efigio de San Hipólito “del Raval” desde la Iglesia del Salvador hasta el Monasterio de la Virgen del Milagro.

## Características propias de la Fiesta contestana
Varias son las cuestiones que distinguen las fiestas de Cocentaina de otras. Las peculiares formas de desfilar de las filaes Contrabandistes, Cavalleria Ministerial y, especialmente, la filà Bequeteros las hace muy conocidas en toda la geografía festera. También los giros de las escuadras en la Diana y en la Entrada son algo propio de la fiesta contestana, así como la total incorporación de la mujer en todos los ámbitos de la Festa.

## Música festera
De entre todas las poblaciones que celebran Moros y Cristianos, Cocentaina destaca especialmente en lo que a producción de música festera se refiere. El primer pasodoble dedicado a los Moros y Cristianos, El Moro Guerrero, lo compuso el contestano Manuel Ferrando en la década de 1860. A principios del siglo XX, autores como Francisco Richart, José María Ferrando y Just Sansalvador dejaron pasodobles como El Contestano (F. Richart), El Moro Muza (J.M. Ferrando, 1902) o El Montcabrer (J. Sansalvador, 1924). 
En los años 30 comenzó la producción de Gustavo Pascual Falcó, quien en 1937 compuso el internacionalmente conocido pasodoble Paquito el Chocolatero. Pascual compuso también pasodobles como El Bequetero (1942), El Berebere (1942) o las marchas moras Buscant un Bort (1945) o Navarro el Bort (1944). A mediados del siglo XX trabajan en Cocentaina algunos de los más influyentes compositores de música festera: Miguel Picó (El Negro Sansón, 1954; El President, 1971), José Insa, José Francisco Molina (Víctor, 1983) o, sobre todo, José Pérez Vilaplana, autor de más de ochenta obras aún hoy muy interpretadas como las marchas cristianas Zoraidamir (1969), Gentileza 72 (1972); las marchas moras Guardia Jalifiana (1952), A Mons Pares (1959), Voluntat de Fer (1969) o Als Berebers (1972) o los pasodobles Homenaje (1954), Bohemios del 29 (1955) o Segrelles (1967). Las últimas décadas han dado también multitud de nuevos compositores de vanguardia como Alfredo Anduix (Habibi, 1989), José Vicente Egea (Encarnita la de Lluisán, 1980; Pic Negre, 1987 o Picadilly Circus, 1991) o Francisco Valor Llorens, uno de los autores más prolíficos de los últimos años que ha escrito marchas cristianas como Creu Daurà (2002), El Diví (2007) o Mai-Sabel (2010); pasodobles como Al Cel (2010), Borts 1939 (2011) o De Fusta a Metall (2010) o marchas moras como Ben Al Sahagui (2005) o Roperia Ximo (2006). En total, en el Arxiu Musical Contestà hay recogidas más de 700 obras escritas por autores contestanos.
En cuanto a las agrupaciones musicales de la localidad, existen tres:
- Unió Musical Contestana

Formada en 1932 por la fusión de la Societat Musical Primitiva “El Serpis” de Cocentaina (conocida como “La Vella”) que tenía orígenes en el siglo XIX y la Societat Musical Moderna “La Nova” de Cocentaina, fundada en 1925. Es una de las formaciones musicales de más recorrido de toda la geografía valenciana, habiendo ganando certámenes en Denia, Gandía, Pego, Elda, Altea o Alcoy. Destaca el Primer Premio en el certamen de Alicante en 1954 y el Primer Premio de la Sección Primera del VI Certamen de Bandas de Música de la Comunidad Valenciana en 1984. Desde 1940 participan en fiestas con la Filà Berebers “Borts”. Tiene alrededor de 85 músicos en plantilla y realizan un concierto de música festera la noche anterior al inicio de las fiestas en un patio del Palacio Condal que alberga un público de centenares de personas.
- Ateneu Musical Contestà

Fundada en 1985 como escisión de la Unió Musical Contestana, pese a su corta trayectoria se ha convertido en una formación muy reconocida por su gran calidad interpretativa. Su alto nivel la han llevado a conseguir distintas distinciones entre la que destaca el Primer Premio en el Certamen de la Diputación de Alicante de 1994. Durante años fue banda oficial de la Filà Almogàvers, pero en la actualidad actúa acompañando a distintas filaes en los desfiles. Su plantilla se compone de unos 75 músicos y celebra su concierto de música festera el lunes previo al inicio de las Fiestas.
- Colla de Dolçaines i Tabals "Mal Passet"

Fundada en 1999 está compuesta por instrumentos tradicionales valencianos: dulzainas y tabales. Es una de las más reconocidas de su categoría y para ella se han escrito distintas obras de música festera adaptadas a su tipología. Su concierto de música festera es el de más reciente creación, pero su calidad le permite estar muy frecuentado pese a compartir horario con otros actos de su día, el domingo anterior a las Fiestas.

## Bebidas y gastronomía
Aparte de la ya mencionada Olleta Contestana (arroz con judías blancas, costillas de cerdo, tocino y pencas) que se degusta la primera noche de Fiestas, es tradición de algunas filaes ofrecer a sus festeros un caldo de palomo antes de ir a la Guerrilla del último día de fiestas y comer cocido ese mismo Dia dels Trons. En cuanto a las bebidas típicas, destacan el herbero y la mistela que se ofrecen en las dianas y, sobre todo, el café licor, una bebida típica del valle del Serpis que, sola o mezclada con gaseosa, Coca-Cola o granizado de limón, se consume en grandes cantidades para hacer frente a los calores de agosto.